# ذاكرة كاذبة

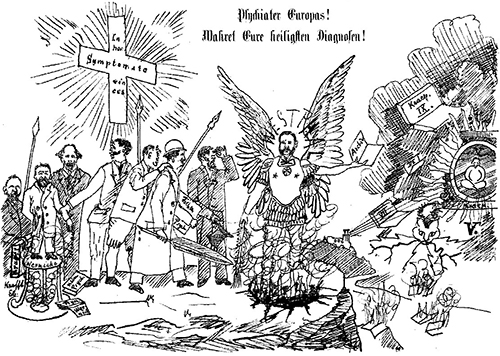

الذاكرة الكاذبة أو الذاكرة الخادعة (بالإنجليزية: False memory) هي ظاهرة نفسية يُكوِّن فيها الفرد اعتقادًا أو تصورًا لحدثٍ لم يحدث في الواقع، ويظنه جزءًا من تجاربه الماضية. الذاكرة الكاذبة غالبا ما تؤخذ بنظر الاعتبار في القضايا القانونية بشأن الاعتداء الجنسي على الأطفال. هذه الظاهرة نوقشت في البداية من قبل بيير جانيت وسيغموند فرويد. ويرجع النشاط الأكبر في اثباتها إلى إليزابيث لوفتس، منذ ظهور لأول مرة مشروع بحثي حول القضية في عام 1974،   متلازمة اللذاكرة الكاذبة متلازمة تختلف عن الذاكرة الكاذبة والتي تؤثر على ميول الشخص في الحياة اليومية. بينما لا تؤثر الذكريات الكاذبة على حياة الشخص بشكل أساسي. متلازمة الذاكرة الكاذبة تحدث لأن الشخص يعتقد أن الذاكرة المؤثرة صحيحة. ومع ذلك، فإن البحوث تختلف حول اعتبار متلازمة الذاكرة الكاذبة من كونها اضطرابًا عقليًا، وبالتالي فقد استبعدت أيضا من الدليل التشخيصي والإحصائي للاضطرابات العقلية. متلازمة الذاكرة الكاذبة هي جزء مهم من البحوث النفسية بسبب ارتباطاته بعدد كبير من الامراض العقلية مثل اضطراب ما بعد الصدمة. ومتلازمة الذاكرة الكاذبة هي إحدى النتائج السيئة لطرق العلوم الزائفة في العلاج النفسي.

## الأبحاث العلمية
حسب وصف المنشورات الأكاديمية للذكريات الكاذبة هي أنها بمجرد أن تترسخ في أدمغتنا تكتسب نفس خصائص الذكريات الأخرى، وبذلك نحن لا نستطيع أن نميز الذكريات الكاذبة عن الذكريات الحقيقية، والتي حدثت بالفعل. لكن هنالك طريقة للتحقق منها، وهي أن تبحث عن أدلة مؤيدة لأي ذكرى تريد التحقق منها.
هنالك أشخاص أكثر عرضة لتوليد ذكريات كاذبة من غيرهم. وهم الأشخاص الذين يمتلكون معدل ذكاء منخفض والأطفال والمراهقين، وكذلك الأشخاص المصابين بأمراض نفسية مثل الفصام، والذي يجعلهم يواجهون صعوبة في الانخراط في الواقع. وبشكل أساسي أن إي شخص يجد صعوبة في معرفة الواقع من الخيال هو أكثر عرضة لتوليد ذكريات كاذبة.
ومع ذلك، ففي بحث اجري من قبل جوليا شو عن الأشخاص البالغين “غير المصابين بالإمراض”، وجد انه لا يوجد اختلافات في شخصية الأشخاص الذين لا يولدون ذكريات كاذبة مع الأشخاص الذين يولدون ذكريات كاذبة. وقد خضع المشاركون في البحث لعدة فحوصات وعلى مستويات عدة، منها: مدى التعرض للأمور الخيالية، الإذعان، الشخصية، وكذلك إلى اختبارات للجنس والعمر ومستوى التعليم، ولم تجد إي اختلافات.
وهذا لا يعني أنه لا وجود لنقاط ضعف، لربما تكون موجودة. فمن المؤكد انه يمكن للجميع أن يولدوا ذكريات كاذبة.

## القضاء
أن الآثار المترتبة على الأبحاث الخاصة بالذكريات الكاذبة هائلة جدا في ما يتعلق بنظام العدالة الجنائية. فقد أثارت شكوكنا بذكريات المشتبه بهم والضحايا والشهود، وحتى ضباط الشرطة والمحامين.
فالذكريات حاليا تبطل العديد من القضايا، فقد تبين إننا لا نستطيع أن نعتمد عليها لكونها غير موثوقة بطبيعتها، فإننا ندعو إلى التشكيك في أسس التي تستخدم بخصوص الأدلة في المحاكمات الجنائية. فهو يقودنا إلى انه ربما قد تمت إدانة شخص ما بجريمة بناء على أدلة تتطلب الاعتماد حصرا على الذاكرة. وهو ما يبين لنا أيضا سوء تقنيات (المقابلات/الاستجواب) والتي قد تساعد على توليد ذكريات كاذبة، وهذا ما يضطرنا إلى إعادة النظر في ممارسات الشرطة.

## ذكريات كاذبة جماعية
الذاكرة الكاذبة هي ظاهرة نفسية حيث يتذكر الشخص أمورًا لم تحدث في الواقع.
وهناك بعض الذكريات الكاذبة المشابهة التي يتقاسمها أحيانا أشخاص متعددين. على سبيل المثال، ذاكرة كاذبة شائعة إلى حد ما هي أن اسم بيرنستين الدببة كانت تكتب بيرنشتاين.
ومن الأمثلة الأخرى التي تم الإبلاغ عنها انتشار واسع لذكريات كاذبة لفيلم عام 1990 بعنوان شزام بطولة الكوميدي سينباد كجن، هذه الذكريات الكاذبة قد تكون نتاج التقاء العوامل، مثل ارتداء الفنان زي الجني خلال عرض تلفزيوني لأفلام سينباد البحار في عام 1994، وكذلك فيلم 1996 المسمى كازام يضم جيني لعبت بواسطة شاكيل أونيل.
دراسة عام 2010 فحصت الأشخاص الذين كانوا على دراية بالساعة في محطة سكة حديد بولونيا المركزية، التي تضررت في مذبحة بولونيا عام 1980. في الدراسة، تذكر 92٪ كذبا أن الساعة ظلت متوقفة منذ القصف؛ في الواقع، تم إصلاح الساعة بعد وقت قصير من الهجوم ولكن توقف مرة أخرى بعد 16 عاما باعتباره احتفالا رمزيا.
في عام 2010 أطلق على هذه الظاهرة من الذاكرة الكاذبة الجماعية اسم «تأثير مانديلا» من قبل استشاري خوارق «فيونا بروم» الذي وصفته ذاتيا، في إشارة إلى ذكرى كاذبة قالت إنها موت زعيم جنوب أفريقيا نيلسون مانديلا في الثمانينيات ولكن الحقيقة أن مانديلا مات في عام 2013، والتي تدعي أنها تتقاسمها «ربما الآلاف» من الآخرين.وقد تكهن بروم عن الحقائق البديلة كشرح، ولكن معظم المعلقين يشيرون إلى أن هذه بدلا من ذلك أمثلة على ذكريات كاذبة شكلتها عوامل مماثلة تؤثر على عدة أشخاص، مثل التعزيز الاجتماعي للذكريات غير الصحيحة، أو تقارير إخبارية كاذبة وصور مضللة تؤثر على تكوين ذكريات تستند إليها.